# Azerbajdzjan i Junior Eurovision Song Contest
Azerbajdzjan debuterade i Junior Eurovision Song Contest 2012 och har till och med 2021 deltagit 4 gånger. Landets nationella TV-bolag, İctimai Televiziya (İTV), har sedan starten för landets uttagande av artist och bidrag.

## Historia
Azerbajdzjans medverkan i Junior Eurovision Song Contest kunde ha börjat redan 2008 i Limassol, Cypern, samma år som landet gjorde debut i Eurovision Song Contest. Debuten skedde dock inte förrän fyra år senare, i och med att landets nationella TV-bolag, İTV, valde att dra tillbaka landets bekräftan av deltagande 2008. När landet för första gången väl ställde upp, samma år som man arrangerat Eurovision Song Contest (2012), valde man att skicka duon Omar och Suada med bidraget "Girls and Boys" (azerbajdzjanska: Dünya Sənindir). Bidraget framfördes på snartnummer 3, efter Sveriges och före Belgiens bidrag, och slutade efter omröstningen på näst sista plats av tolv deltagande länder. Än idag är detta landets sämsta resultat i historien.
Landet fortsatte sin medverkan i tävlingen ytterligare ett år, men drog sig inför 2014 års upplaga av tävlingen tillbaka, och återvände inte förrän 2018.

## Resultat
Färgkod
 Vinnare/första plats 
 Andra plats 
 Tredje plats 
 Sista plats 
| År                                | Artist          | Bidrag                            | Språk                     | Plac. | Poäng |
| --------------------------------- | --------------- | --------------------------------- | ------------------------- | ----- | ----- |
| 2012                              | Omar och Suada  | "Girls and Boys" (Dünya Sənindir) | Azerbajdzjanska, engelska | 11    | 49    |
| 2013                              | Rustam Karimov  | "Me and My Guitar"                | Azerbajdzjanska, engelska | 7     | 66    |
| Tävlade inte mellan 2014 och 2017 |                 |                                   |                           |       |       |
| 2018                              | Fidan Hüseynova | "I Wanna Be Like You"             | Azerbajdzjanska, engelska | 16    | 47    |
| Tävlade inte mellan 2019 och 2020 |                 |                                   |                           |       |       |
| 2021                              | Sona Azizova    | "One of Those Days"               | Azerbajdzjanska, engelska | 5     | 151   |
| Tävlade inte mellan 2022 och 2024 |                 |                                   |                           |       |       |
| 2025                              |                 |                                   |                           |       |       |

## Sändnings– och röstningshistorik

### Kommentatorer och röstavlämnare
Det azeriska TV-bolaget, İTV, har varje år utsätt en kommentator till att förse tittarna med azerbajdzjansk kommentar ovanpå sändningen, och har dessutom valt ut röstavlämnare vars uppdrag är att läsa upp de azeriska poängen under omröstningen.
| År   | Kommentator                       | Röstavlämnare     |
| ---- | --------------------------------- | ----------------- |
| 2012 | Konul Arifkizi                    | Leila Hajili      |
| 2013 | Konul Arifkizi                    | Lyaman Mirzalieva |
| 2014 | Ingen sändning                    | Ingen medverkan   |
| 2015 | Ingen sändning                    | Ingen medverkan   |
| 2016 | Ingen sändning                    | Ingen medverkan   |
| 2017 | Ingen sändning                    | Ingen medverkan   |
| 2018 | Shafiga Efendiyeva                | Valeh Hüseynbeli  |
| 2019 | Ingen sändning                    | Ingen medverkan   |
| 2020 | Ingen sändning                    | Ingen medverkan   |
| 2021 | Aga Nadirov & Ilaha Shikhlinskaya | Suleyman          |
| 2022 | Ingen sändning                    | Ingen medverkan   |
| 2023 | Ingen sändning                    | Ingen medverkan   |
| 2024 | Ingen sändning                    | Ingen medverkan   |